# Węglan żelaza(II)
Węglan żelaza(II), E505, FeCO
3 – nieorganiczny związek chemiczny z grupy węglanów, sól kwasu węglowego i żelaza na II stopniu utlenienia.
W naturze występuje głównie pod postacią minerału o nazwie syderyt.

## Otrzymywanie
Metody otrzymywania węglanu żelaza(II):
FeSO
4 + Na
2CO
3 → FeCO
3↓ + Na
2SO
4
FeCl
2 + Na
2CO
3 → FeCO
3↓ + 2 NaCl
W reakcji chemicznej nadchloranu żelaza(II), z wodorowęglanem sodowym, uwalniając dwutlenek węgla.
Fe(ClO
4)
2 + 2NaHCO
3 → FeCO
3 + 2NaClO
4 + CO
2 + H
2O
W warunkach naturalnych powstaje zwykle samoistnie w wodnym środowisku pozbawionym tlenu:
Fe + CO
2 + H
2O → FeCO
3 + H
2

## Zastosowanie
Węglan żelaza(II) będący źródłem żelaza używany jest jako suplement diety uzupełniający niedobór żelaza w leczeniu niedokrwistości oraz jako dodatek do pasz. W przemyśle wykorzystywany jest głównie jako surowiec do produkcji żelaza.